# 拉斯海玛
哈伊马角（阿拉伯语：‎）是阿拉伯联合酋长国拉斯海玛酋长国最大的城市和首都。它是阿联酋仅次于杜拜、阿布扎比、沙迦、艾因和阿治曼的第六大城市。这座城市被一条小河分成两部分：西部的老城区和东部的Al Nakheel。

## 历史
7,000年来，哈伊马角一直有人类居住，是该国和世界上为数不多的几个地方之一。